# HAW-1
HAW-1 (ハワイナンバー1) はハワイとアメリカ合衆国本土の間に敷設された最初の海底電話ケーブル。HAW-1は1957年に敷設され、各方向に伝送する2本のケーブルからなり、それぞれ36のチャンネルを持ち、それぞれ1本の長さは2,625海里 (4,862km) である。ハワイ州オアフ島のハナウマ湾とカリフォルニア州ポイントアリーナに端を発する。
海底ケーブル株式会社製 (2,030nm) とシンプレックスワイヤ・アンド・ケーブル会社製 (2,380nm) のカリフォルニアとハワイを結ぶ電話ケーブルが、1957年にAT&Tとハワイアン・テルコムにより委任され、海底ケーブル敷設船のモナークとCSオーシャン・レイヤーによって敷設された。
モナークは1957年7月11日にポイント・アリーナ（サンフランシスコ）からケーブルの敷設を開始し、1900マイルを敷設後海の途中でオーシャン・レイヤーに引き継ぎ、オアフ島ハナウマ湾までの残りの665マイルを敷設した。ケーブルを通じた最初のメッセージは1957年8月3日に送られ、その後東向きのケーブルの敷設が始まり1957年秋に敷設を完了した。
HAW-1に使用されたケーブルは前年に敷設された太平洋を横切る最初の電話ケーブルであるTAT-1と、1956年のアメリカからアラスカへの電話ケーブルに使用されたものと同じタイプであった。当時リピーターは一方向にしか働いていなかったため、各経路に2本のケーブルが必要であった。ハワイナンバー1ケーブルはハワイとアメリカ本土の直通オペレーター電話を供給し、32年後の1989年にさらに発展した光通信ケーブル技術にとってかわられる形でサービスを終了した。